# 血とばらの悪魔
『血とばらの悪魔』（ちとばらのあくま）は、江戸川乱歩の『パノラマ島奇談』を原作とする、高階良子による日本の漫画作品。
『なかよし』（講談社）にて1971年11月号から1972年2月号まで連載された。

## 書誌情報
- 高階良子・江戸川乱歩 『血とばらの悪魔』 講談社〈なかよしKC〉、1975年3月10日発行、ISBN 978-4061082083